# نفزاوة

نفزاوة هي قبيلة أمازيغية من البربر البتر ويرجعها إلى يطوفت بن نفزاو (لوا الأصغر) بن لوا الأكبر بن زحيك بن مادغيس الأبتر، ويقال انهم عرب تبربروا بمجاورتهم للبربرمن المصاميد ومخالطتهم لهم. ورد اسمها لأول مرة في أواسط القرن الأول للميلاد باسم قبيلة النبجني (Nybgenii)  وربما تحول في الأثناء حرف الباء إلى فاء وحرف الجيم إلى زاي، بحيث أصبحت تسمى نفزاوة في المصادر العربية.
احتلت هذه القبيلة مكانة هامة في كتب الأنساب وحتى الجغرافيا والرحلات. ثم تحولت نفزاوة إلى مدينة ذكرها الحميري في كتابه قائلا: (وهي على نهر كثيرة النخل والثمار وحواليها عيون كثيرة). تقع جنوب شرق مدينة قبلي (رأس العين) دمرت على يد عبد الله بن بوزيد المحمودي في القرن السادس عشر ميلادي.

## المنطقة
أما جغرافيا فقد كان مجال هذه القبيلة المناطق الصحراوية والحارة بشمال أفريقيا وخاصة بالمغرب الأدنى، ومنها اتجهت نحو مناطق أخرى من بلاد المغرب حتى وصلت بعض بطونها بلاد الأندلس. ومن أهم بطونها في العصور الإسلامية الأولى : ورفجومة التي هاجمت مدينة القيروان سنة 140هـ/766م، وغساسة بالمغرب الأقصى وزهيلة بنواحي بادس بالمغرب الأوسط، ومرنيسة وسوماتة بإفريقية. ويذكر ابن خلدون أنه لا يعرف لها في عصره (القرن 8هـ/14م)«حي ولا مواطن إلا القرى الظاهرة المقدرة السير المنسوبة إليهم»، أي منطقة نفزاوة الحالية التي تنطبق تقريبا مع ولاية قبلي.
مدينة نفزاوة تقع جنوب شرق مدينة قبلي تحديداً بمنطقة رأس العين وآثارها غير ظاهر للعيان لأنها دمرت وما تبقى منها غطتها الرمال.

## أعلامها
من أهم أعلام نفزاوة:
- أبو داود القبلي النفزاوي (القرن 2هـ/8م): أحد حملة العلم الخمسة لدى إباضية شمال أفريقيا، تلقى مبادئ الإباضية عن أبي عبيدة مسلم بن أبي كريمة بالبصرة في العراق، فيما بين 135 و 140هـ. واستقر بعد عودته بموطنه بنفزاوة داعيا إلى مذهبه، وقد حظي بتقدير كبير لدى أمراء الدولة الرستمية. ويبدو أنه توفي في النصف الثاني من القرن الثاني هـ.
- منذر بن سعيد البلوطي (273 - 355 هـ) / (887 - 966م): قاضي قرطبة. ينحدر من ظواعن ولهاصة النفزاوية وبالذات من بطن سوماتة. وقد اعتبره ابن خلدون أحد ستة اشتهروا بالعلم في البربر. نشأ بالأندلس ودرس بها لمدة قصيرة ثم اتجه نحو المشرق حيث بقي أكثر من ثلاث سنوات. وعاد بعد ذلك إلى الأندلس واشتهر أمره حتى ولي قضاء ماردة ثم الثغور الشرقية، وأصبح من أشهر الفقهاء. عينه عبد الرحمن الناصر قاضيا للجماعة بقرطبة بعد وفاة القاضي محمد بن عبد الرحمن بن أبي عيسى، وبقي في هذا المنصب إلى عهد المستنصر.
- أبو عبد الله محمد ابن عمر النفزاوي هو من شيوخ نفزاوة ألف كتاب «الروض العاطر في نزهة الخاطر».[6] وفقا لمقدمة الترجمة الإنجليزية لهذا الكتاب,[7] فإن تأليفه على طلب من حاكم تونس الحفصي، أبو فارس عبد العزيز آل متوكل، حوالي سنة 1420.